# Баратили Сан Пиетро
Бара̀тили Сан Пиѐтро (на италиански: Baratili San Pietro; на сардински: Boàtiri, Боатири) е село и община в Южна Италия, провинция Ористано, автономен регион и остров Сардиния. Разположено е на 11 m надморска височина. Населението на общината е 1335 души (към 2010 г.).